# Pseudomonas aeruginosa

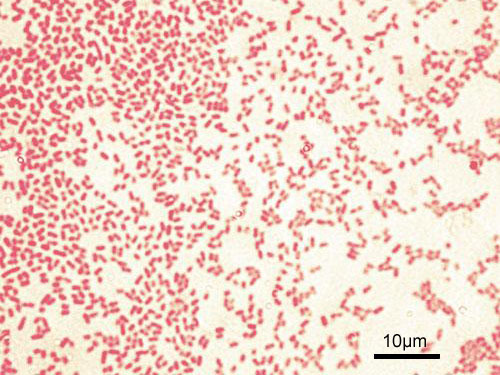
Pseudomonas aeruginosa (de color rosa).

Pseudomonas aeruginosa  (o bacil piociànic, bacil del pus blau, bacil del pus verd) és un bacteri gram negatiu comú que causa malalties en animals i plantes, incloent-hi els humans. Es troba als sòls, aigua, flora de la pell, i molts ambients humans de tot el món. Ha colonitzat molts ambients naturals i artificials, ja que aquest bacteri pot viure no només en atmosferes normals sinó també en atmosferes hipòxiques. Com aliment fa servir un gran rang de materials orgànics, la seva versatilitat el permet infectar teixits danyats o persones amb el sistema immunitari reduït. Els símptomes de les infeccions són inflamació generalitzada i sèpsia. Si afecten òrgans com el pulmó, el tracte urinari i els ronyons el resultat pot ser fatal. Com que prospera en moltes superfícies també es pot trobar aquest bacteri en l'equipament mèdic, incloent-hi catèters, causant infeccions encreuades en hospitals i clíniques. També pot descompondre hidrocarburs i s'ha usat en la indústria petroliera.
La P. aeruginosa és productora de diferents toxines que juguen un paper molt important en la seva patogènia: ExoU, ExoT, ExoS i toxA. També secreta una elastasa anomenada pseudolisina.

## Identificació
És un bacteri gram negatiu i aeròbic facultatiu amb flagel unipolar. És un patogen humà oportunista, P. aeruginosa és també un patogen oportunista de les plantes. P. aeruginosa és l'espècie tipus del gènere Pseudomonas (Migula).
P. aeruginosa secreta una varietat de pigments.

### Malalties de les plantes
En plantes produeix una podridura tova tant a Arabidopsis thaliana com Lactuca sativa (enciam). És un patogen poderós amb Arabidopsis thaliana i amb alguns animals: Caenorhabditis elegans, Drosophila i Galleria mellonella.

### Prevenció
La mel de grau mèdic pot reduir la colonització de molts patògens incloent Pseudomonas aeruginosa. La profilaxi probiòtica pot prevenir la colonització i retardar-la. S'està investigant la immunoprofilaxi contra pseudomonas.

## Tractament
La llista d'antibiòtics antipseudomònics inclou:
- Aminoglicòsids (gentamicina, amikacina, tobramicina; però no kanamicina)
- Quinolones (ciprofloxacina, levofloxacina; però no moxifloxacina)
- Cefalosporines (ceftazidima, cefepima, cefoperazona, cefpiroma, ceftobiprol; però no cefuroxima, cefotaxima, ceftriaxona)
- Penicil·lines (carbenicil·lina, ticarcil·lina, mezlocil·lina, azlocil·lina, piperacil·lina)
- Carbapenems (meropenem, imipenem; però no ertapenem)
- Polimixines (polimixina B, colistina)
- Monobactàmics (aztreonam)